# Нейпелс (Нью-Йорк)
Нейпелс (англ. Naples) — місто (англ. town) в США, в окрузі Онтаріо штату Нью-Йорк. Населення — 2403 особи (2020).

## Демографія
Згідно з переписом 2010 року, у місті мешкали 2502 особи в 1034 домогосподарствах у складі 699 родин. Було 1194 помешкання
Расовий склад населення:
| - 97,0 % — білих - 0,6 % — чорних або афроамериканців - 0,4 % — азіатів - 0,2 % — корінних американців |

До двох чи більше рас належало 1,2 %. Частка іспаномовних становила 1,0 % від усіх жителів.
За віковим діапазоном населення розподілялося таким чином: 24,3 % — особи молодші 18 років, 59,7 % — особи у віці 18—64 років, 16,0 % — особи у віці 65 років та старші. Медіана віку мешканця становила 43,9 року. На 100 осіб жіночої статі у місті припадало 93,5 чоловіків;  на 100 жінок у віці від 18 років та старших — 90,1 чоловіків також старших 18 років.
Середній дохід на одне домашнє господарство  становив 59 977 доларів США (медіана — 49 643), а середній дохід на одну сім'ю — 69 892 долари (медіана — 58 188). Медіана доходів становила 42 750 доларів для чоловіків та 36 027 доларів для жінок. За межею бідності перебувало 13,8 % осіб, у тому числі 15,2 % дітей у віці до 18 років та 4,2 % осіб у віці 65 років та старших.
Цивільне працевлаштоване населення становило 1025 осіб. Основні галузі зайнятості: освіта, охорона здоров'я та соціальна допомога — 28,9 %, роздрібна торгівля — 13,5 %, мистецтво, розваги та відпочинок — 11,9 %.